# Neumski zaliv
Neumski zaliv je majhen zaliv v Jadranskem morju, ki se nahaja znotraj večjega Malostonskega zaliva, ki ga zapira polotok Klek. Zaliv pripada Bosni in Hercegovini in je edini izhod Bosne in Hercegovine na morje. Na izstopu iz zaliva sta 2 otočka: Klještac in čer Lopata.
Zaliv je dolg šest kilometrov in širok 1,2 kilometra. Pokriva površino približno 8 km2. Turistično mesto Neum se nahaja na obali zaliva.
V območju Neumskega zaliva običajno živi sedem vrst morskih psov in pet vrst rži, zaliv pa je prilagodljivo območje za še 20 vrst hrustančnic.